# Jan Kučera (režisér)
Jan Kučera, přezdívaný Fajfka (8. července 1908, Plzeň – 5. září 1977, Praha) byl český avantgardní střihač, kameraman, režisér, filmový teoretik, estetik, publicista a pedagog.
Vystudoval Filozofickou fakultu Univerzity Karlovy, kde mezi jeho pedagogy patřil estetik Jan Mukařovský.
Začínal jako střihač, kameraman a režisér prvního českého filmového zpravodajství Elektajournal (1928–1932). Později ve 30. letech, už pozici šéfredaktora, pracoval pro Aktualitu a po druhé světové válce pro Zpravodajský film. Je podepsán pod dokumenty Burleska (1933), Praha (1933), Pražské baroko (1934), Cesta královská, Pražský hrad (1936), Ve stínu strakonického hradu (1940), Za svobodu a národ (1946), Píseň míru (1947) nebo Capriccio pro levou ruku (1964).
Dlouhodobě pedagogicky působil na pražské FAMU. V roce 1964 stál u zrodu výuky střihové skladby jako samostatného studijního oboru (předtím vyučována v kabinetu střihové skladby při katedře režie, od roku 1976 jako samostatná katedra).
Vydal řadu teoretických prací o střihové skladbě a filmové teorii (Kreslený film, Kniha o filmu, Filmová tvorba amatéra, Střihová skladba ve filmu a v televizi, Alexandr Dovženko), věnoval se filmové kritice.